# Claudio Amendola
Pour les articles homonymes, voir Amendola.
Claudio Amendola (né le 16 février 1963 à Rome) est un acteur, réalisateur et animateur de télévision italien.

## Biographie
Claudio Amendola est le fils des acteurs et doubleurs Ferruccio Amendola et Rita Savagnone. Il est marié à l'actrice Francesca Neri. Il est notamment remarqué en France pour avoir tenu le rôle de Coconas dans le film La Reine Margot, de Patrice Chéreau et celui de Joachim Murat dans Napoléon, une mini-série historique.

## Filmographie

### Acteur
- 1983 : Vacanze di Natale de Carlo Vanzina
- 1984 : Amarsi un po'
- 1984 : Vacanze in America
- 1986 : La Vénitienne (La venexiana) de Mauro Bolognini
- 1987 : Soldati - 365 all'alba
- 1988 : Little Roma
- 1988 : I giorni del commissario Ambrosio, de Sergio Corbucci
- 1989 : Mery pour toujours (Mery per sempre) de Marco Risi
- 1990 : Le Voyage du capitaine Fracasse (Il viaggio di Capitan Fracassa) d'Ettore Scola
- 1990 : Ultrà
- 1990 : Felipe ha gli occhi azzurri
- 1992 : Un'altra vita
- 1993 : La scorta de Ricky Tognazzi
- 1993 : Briganti: Amore e libertà de Marco Modugno
- 1994 : I mitici: Colpo gobbo a Milano de Carlo Vanzina
- 1994 : La Reine Margot de Patrice Chéreau
- 1995 : Policier (Poliziotti)
- 1995 : Le Hussard sur le toit de Jean-Paul Rappeneau
- 1996 : La mia generazione de Wilma Labate
- 1996 : Un paradiso di bugie
- 1996 : Nostromo
- 1997 : Testimone a rischio de Pasquale Pozzessere
- 1997 : Altri uomini
- 1997 : Mains fortes (Le mani forti) de Franco Bernini
- 1999 : La carbonara
- 2000 : Il partigiano Johnny
- 2000 : Il grande botto
- 2001 : Sottovento!
- 2001 : Napoléon d'Yves Simoneau (TV)
- 2002 : Fratella e sorello
- 2003 : Caterina va en ville (Caterina va in città) de Paolo Virzì
- 2003 : Ho visto le stelle!
- 2005 : Il ritorno del Monnezza de Carlo Vanzina
- 2005 : Melissa P. de Luca Guadagnino
- 2009 : La fisica dell'acqua
- 2015 : Suburra de Stefano Sollima
- 2017 : Come un gatto in tangenziale de Riccardo Milani

### Réalisateur
- 2013 : La mossa del pinguino
- 2017 : Il permesso - 48 ore fuori (it)